# 小奧厄河 (拉登)
52°29′51″N 8°39′12″E / 52.4974857°N 8.6532631°E
小奧厄河（德語：Kleine Aue），是德國的河流，位於該國西部，處於北萊茵-威斯特法倫州，屬於大奧厄河的支流，河道全長19公里，流域面積74.2平方公里，河畔城鎮有埃斯珀爾坎普和拉登。